# Esteban Dreer
Esteban Javier Dreer (Godoy Cruz, 11 de novembro de 1981) é um ex-futebolista profissional equatoriano que atuava como goleiro.